# Михайлівка (Черемисиновський район)
Михайлівка (рос. Михайловка) — село в Черемисиновському районі Курської області Російської Федерації.
Населення становить 231 особу. Входить до складу муніципального утворення Михайлівська сільрада.

## Історія
Населений пункт розташований на території українського етнічного та культурного краю Східна Слобожанщина.
Від 2004 року входить до складу муніципального утворення Михайлівська сільрада.

## Населення
| 2002 | 2010 |
| ---- | ---- |
| 266  | ↘231 |